# Phare de l'île Iguana
Le phare de l'île Iguana (en espagnol : Faro de Isla Iguana) est un phare actif situé sur l'île Iguana, dans la province de Los Santos. Il est géré par la Panama Canal Authority .

## Histoire
L'île Iguana est une petite île inhabitée localisée à 18 km au nord du cap Mala, proche de la péninsule d'Azuero. Le phare est situé sur le côté est de l'île. Il fonctionne à l'énergie solaire.
L'île Iguana est une réserve naturelle depuis 1881.

## Description
Ce phare est une tour pyramidale métallique à claire-voie, avec une galerie et une balise de 12 m de haut. La tour est peinte en blanc . Il émet, à une hauteur focale de 25 m, un éclat blanc par période de 13 secondes. Sa portée est de 10 milles nautiques (environ 19 km).
Identifiant : ARLHS : PAN005 - Amirauté :
G3243 - NGA : 111-0047 .
|            |
| Île Iguana |

|       |
| Plage |

### Lien connexe
- Liste des phares du Panama